# Фатин, Тарек
Тарек Фатин (род. 1947) — египетский шахматист, международный мастер (1987).
В составе сборной Египта участник 3-х Олимпиад (1980—1984).